# 圣十字堂 (圣马洛)
圣马洛圣十字堂（法語：Église Sainte-Croix de Saint-Malo）是一座罗马天主教教堂，位于法国布列塔尼大区伊勒-维莱讷省圣马洛的圣塞尔旺街区。 

## 历史
这座教堂是一座巨大的古典主义建筑，于1715年奠基，以取代建于16世纪和17世纪的圣塞尔旺堂区教堂。
1970年12月17日，该堂列为法国历史遗迹。1980年，圣十字堂的两台管风琴列为法国历史遗迹。

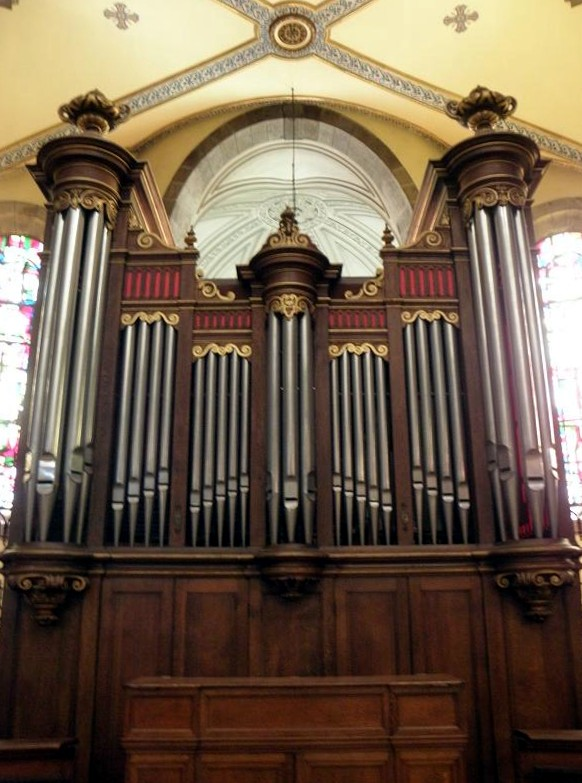
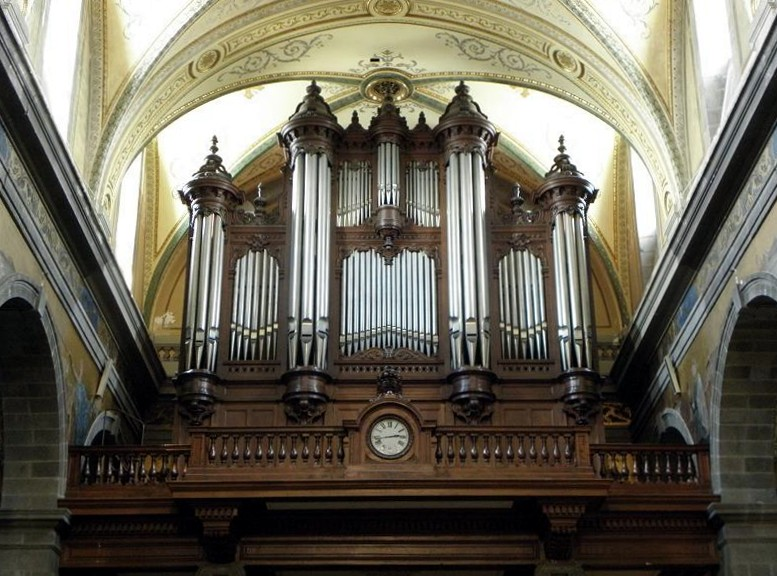